# Delphine Diaz
Delphine Diaz, née en 1983, est une historienne française spécialiste des révolutions et des migrations au XIXe siècle. Elle est depuis 2014 maîtresse de conférence à l'université de Reims Champagne-Ardenne et membre junior de l'Institut universitaire de France depuis 2020.
Elle s'est consacrée en particulier à l'étude des migrations et des exils et a coordonné entre 2016 et 2020 le programme scientifique financé par l'Agence nationale de la recherche, AsileuropeXIX, sur l'accueil des réfugiés dans l'Europe du XIXe siècle.

## Biographie
Delphine Diaz, native du pays basque, est une ancienne élève de l'École normale supérieure. Elle obtient l'agrégation d'histoire en 2007. En parallèle, elle suit des études à Sciences Po Paris dont elle sort diplômée en 2009.
En 2012, elle soutient un doctorat d'histoire, dirigé par Christophe Charle et Gilles Pécout, à l'université Paris 1 et intitulé « Un asile pour tous les peuples ? : proscrits, exilés, réfugiés étrangers en France 1813-1852 ». En 2008, elle avait soutenu son mémoire de Master 2, déjà sous la direction de Christophe Charle à Paris 1, intitulé « Proscrits, exilés et réfugiés étrangers en France 1813-1851 ».
En 2015, elle a reçu le prix Augustin Thierry de la Ville de Paris pour son livre Un asile pour tous les peuples ?.
Entre 2020 et 2023, elle est commissaire scientifique de la nouvelle exposition permanente du Musée national de l’histoire de l’immigration.

## Travaux
Dans sa thèse, Delphine Diaz a souligné le rôle de terre d'accueil qu'a joué la France, dans la première moitié du XIXe siècle, pour des opposants et militants politique européens.
Son mémoire, comme sa thèse, commence en 1813, date de l'arrivée d'une première migration politique espagnole en France. Elle clôt ses travaux lors de l'instauration du Second Empire. Durant cette période 1813-1851, elle étudie les réactions multiples des institutions françaises face à la présence de ces réfugiés politiques. Un phénomène d'arrivées particulièrement fort au début des années 1830, avec la venue en France de « plusieurs dizaines de milliers d'exilés patriotes espagnols, italiens, ou encore polonais » (dans le contexte de la Grande Émigration). Elle montre le caractère variable des politiques d’accueil selon l'origine géographique et la cause défendue par les exilés. Par ailleurs, dans leur ensemble, ces hommes sont vus de manière constante comme un danger : les autorités françaises ont conscience qu'ils peuvent prendre part au débat national, écrire dans la presse et se joindre aux Français lors des événements révolutionnaires. Considérés comme une menace pour les régimes en place, ces exilés font l'objet de différentes politiques de surveillance, qui montrent parfois une « tension entre volonté de dispersion des groupes réfugiés, afin de préserver l’ordre public, et regroupements qui favorisent la surveillance ».
D'un autre côté, la gauche française a souvent utilisé ces réfugiés comme des points d'appui, des renforts symboliques aux idées républicaines françaises. Elle montre, comment, en parallèle, ces immigrés ont essayé de construire leur propre nation depuis la France, par le truchement de réseaux de sociabilités, d'associations, de cercles ou encore de la presse.
Dans En exil (2021) elle décrit la mise en place, dès le XIXe siècle, de dispositifs de contention des populations exilées, entre refus de l'admission sur le sol des pays européens, création de papiers d'identification spécifiques et surtout assignations à résidence dans des « dépôts » puis dans des « camps » de réfugiés. Cet ouvrage, qui couvre également le XXe siècle, montre  comment les restrictions dans l'accueil et la circulation se sont multipliées au cours de ce siècle.

## Ouvrages
- Un asile pour tous les peuples ? Exilés et réfugiés étrangers dans la France du premier XIXe siècle,, Paris, Armand Colin, coll. « Recherches », 2014, 316 p. (ISBN 978-2-200-28927-0)
- Avec Jeanne Moisand, Romy Sánchez et Juan Luis Simal (dir.), Exils entre les deux mondes : Migrations et espaces politiques atlantiques au XIXe siècle, Bécherel, Les Perséides, coll. « Le monde atlantique », 2015, 294 p. (ISBN 978-2-37125-010-9)
- (en) Avec Sylvie Aprile, Banished. Traveling the Roads of Exile in Nineteenth-Century Europe, Boston, De Gruyter, 2021
- En exil. Les réfugiés en Europe, de la fin du XVIIIe siècle à nos jours, Paris, Gallimard, coll. « Folio histoire » (no 312), 2021, 531 p. (ISBN 978-2-07-280244-7)